# 132轻型坦克
132轻型坦克是中华人民共和国始于20世纪60年代设计新一型轻型坦克的研制计划。该坦克研制计划于1970年代中期被放弃。

## 发展史
1960年代，中苏决裂之后，中苏关系极度紧张，面临北邻的强大军事实力；在东南沿海方向则形成抗登陆作战格局，而此时，中国国内的59式坦克、62式坦克、63式两栖坦克都存在差距，为此，中国决定研发一批新型坦克，“132” 轻型坦克就是其中研制计划之一。
1967年召开论证会正式启动了新一代轻型坦克的研制。1967至1969年主要进行作战需求研究和初始设计方案。1970年开始进行总体设计方案，受到1969年珍宝岛事件影响下对战技指标提高要求，并成立了“二四会战”办公室（意为1970年2月4日批准成立），9月试制出样车。样车采用8V150发动机纵置方案，液气悬挂装置，液压助力操纵系统。改装带双向稳定器的100毫米口径短身管滑膛炮，昼夜合一观瞄镜。在当时缺乏技术储备，“放卫星”思想指导下提高指标，配套技术问题成堆。
因为高指标不切实际，之后，被要求总体设计方案推倒重来，1970年10月对战技指标进行了大的调整。改为12150L-7发动机横置，带机械变速箱，扭杆弹簧悬挂，研制要求突出火力和火力控制。1971年又试制出了2辆新的样车，进行10000公里的试车。1972年再次对战技指标和方案做了变动，主要包括：取消液压助力操纵，改用69式坦克的夜视夜瞄系统等。该坦克的技术指标虽历经多轮修改，由于存在技术问题一时难以解决，导致研制被逐渐搁置。最后未能设计定型，于1975年计划停止。

## 参看
- 69式坦克（代号: WZ121）
- 122中型坦克

都是中国计划替代第一批坦克的新型坦克计划。